# Nuoto ai Giochi della XXXII Olimpiade - 100 metri rana maschili
La gara di nuoto dei 100 metri rana maschili dei Giochi della XXXII Olimpiade di Tokyo è stata disputata tra il 24 e il 26 luglio 2021 presso il Tokyo Aquatics Centre. Vi hanno partecipato 49 atleti provenienti da 38 nazioni.
La competizione è stata vinta dal nuotatore britannico Adam Peaty, mentre l'argento e il bronzo sono andati rispettivamente all'olandese Arno Kamminga e all'italiano Nicolò Martinenghi.

## Record
Prima della competizione il record del mondo e il record olimpico erano i seguenti:
| Record mondiale | 56"88 | Adam Peaty Gran Bretagna | 21 luglio 2019 Gwangju, Corea del Sud |
| Record olimpico | 57"13 | Adam Peaty Gran Bretagna | 7 agosto 2016 Rio de Janeiro, Brasile |

Nel corso della competizione non sono stati migliorati.

## Programma
| Data           | Ora (UTC+9) | Turno      |
| -------------- | ----------- | ---------- |
| 24 luglio 2021 | 20:25       | Batterie   |
| 25 luglio 2021 | 11:33       | Semifinali |
| 26 luglio 2021 | 11:12       | Finale     |

## Risultati

### Batterie
| Pos. | Batteria | Corsia | Atleta                      | Nazionalità             | Tempo   | Note             |
| ---- | -------- | ------ | --------------------------- | ----------------------- | ------- | ---------------- |
| 1    | 7        | 4      | Adam Peaty                  | Gran Bretagna           | 57"56   | Q                |
| 2    | 6        | 4      | Arno Kamminga               | Paesi Bassi             | 57"80   | Q,               |
| 3    | 5        | 4      | Michael Andrew              | Stati Uniti             | 58"62   | Q                |
| 4    | 7        | 5      | Nicolò Martinenghi          | Italia                  | 58"68   | Q                |
| 5    | 7        | 3      | Yan Zibei                   | Cina                    | 58"75   | Q                |
| 6    | 5        | 5      | James Wilby                 | Gran Bretagna           | 58"99   | Q                |
| 7    | 6        | 3      | Andrew Wilson               | Stati Uniti             | 59"03   | Q                |
| 8    | 7        | 6      | Felipe Lima                 | Brasile                 | 59"17   | Q                |
| 9    | 6        | 5      | Il'ja Šymanovič             | Bielorussia             | 59"33   | Q                |
| 9    | 7        | 1      | Federico Poggio             | Italia                  | 59"33   | Q                |
| 11   | 5        | 1      | Lucas Matzerath             | Germania                | 59"40   | Q                |
| 11   | 6        | 8      | Ryūya Miura                 | Giappone                | 59"40   | Q                |
| 13   | 5        | 7      | Andrius Šidlauskas          | Lituania                | 59"46   | Q                |
| 14   | 6        | 6      | Fabian Schwingenschlögl     | Germania                | 59"49   | Q                |
| 15   | 5        | 3      | Anton Čupkov                | ROC                     | 59"55   | Q                |
| 16   | 7        | 2      | Kirill Prigoda              | ROC                     | 59"68   | Q                |
| 17   | 5        | 6      | Dmitrij Balandin            | Kazakistan              | 59"75   |                  |
| 18   | 6        | 7      | Berkay Ömer Öğretir         | Turchia                 | 59"82   |                  |
| 19   | 7        | 6      | Hüseyin Emre Sakçı          | Turchia                 | 59"87   |                  |
| 20   | 4        | 5      | Cho Sun-jae                 | Corea del Sud           | 59"99   |                  |
| 21   | 3        | 5      | Matti Mattsson              | Finlandia               | 1'00"02 |                  |
| 22   | 6        | 2      | Matthew Wilson              | Australia               | 1'00"03 |                  |
| 23   | 7        | 7      | Shoma Sato                  | Giappone                | 1'00.04 |                  |
| 24   | 4        | 3      | Zac Stubblety-Cook          | Australia               | 1'00"05 |                  |
| 25   | 5        | 8      | Caspar Corbeau              | Paesi Bassi             | 1'00"13 |                  |
| 26   | 6        | 1      | Čaba Silađi                 | Serbia                  | 1'00"19 |                  |
| 27   | 4        | 1      | Denis Petrashov             | Kirghizistan            | 1'00"23 |                  |
| 28   | 2        | 4      | Jérémy Desplanches          | Svizzera                | 1'00"29 | Record nazionale |
| 29   | 4        | 2      | Darragh Greene              | Irlanda                 | 1'00"30 |                  |
| 30   | 3        | 4      | Bernhard Reitshammer        | Austria                 | 1'00"41 |                  |
| 31   | 3        | 7      | Jorge Murillo               | Colombia                | 1'00"62 |                  |
| 32   | 3        | 2      | Lyubomir Epitropov          | Bulgaria                | 1'00"71 |                  |
| 33   | 4        | 7      | Théo Bussière               | Francia                 | 1'00"75 |                  |
| 34   | 4        | 6      | Caio Pumputis               | Brasile                 | 1'00"76 |                  |
| 35   | 3        | 6      | André Klippenberg Grindheim | Norvegia                | 1'00"86 |                  |
| 36   | 4        | 8      | Giedrius Titenis            | Lituania                | 1'00"92 |                  |
| 37   | 4        | 4      | Michael Houlie              | Sudafrica               | 1'01"22 |                  |
| 38   | 3        | 3      | Gabe Mastromatteo           | Canada                  | 1'01"56 |                  |
| 39   | 3        | 1      | Josué Dominguez Ramos       | Rep. Dominicana         | 1'01"86 |                  |
| 40   | 3        | 8      | Izaak Bastian               | Bahamas                 | 1'01"87 |                  |
| 41   | 2        | 6      | Amro Al-Wir                 | Giordania               | 1'02"17 | Record nazionale |
| 42   | 2        | 3      | Adriel Sanes                | Isole Vergini Americane | 1'02"43 |                  |
| 43   | 2        | 5      | Julio Horrego               | Honduras                | 1'02"45 |                  |
| 44   | 2        | 2      | Sebastien Kouma             | Mali                    | 1'02"84 |                  |
| 45   | 2        | 7      | Abobakr Abass               | Sudan                   | 1'04"46 |                  |
| 46   | 1        | 4      | Micah Masei                 | Samoa Americane         | 1'04"93 |                  |
| 47   | 1        | 3      | Muhammad Isa Ahmad          | Brunei                  | 1'08"65 |                  |
| -    | 1        | 5      | Amini Fonua                 | Tonga                   | -       | DSQ              |
| -    | 5        | 2      | Tobias Bjerg                | Danimarca               | -       | DSQ              |

### Semifinali
| Pos. | Semifinale | Corsia | Atleta                  | Nazionalità   | Tempo | Note |
| ---- | ---------- | ------ | ----------------------- | ------------- | ----- | ---- |
| 1    | 2          | 4      | Adam Peaty              | Gran Bretagna | 57"63 | Q    |
| 2    | 1          | 4      | Arno Kamminga           | Paesi Bassi   | 58"19 | Q    |
| 3    | 1          | 5      | Nicolò Martinenghi      | Italia        | 58"28 | Q,   |
| 4    | 2          | 3      | Yan Zibei               | Cina          | 58"72 | Q    |
| 5    | 2          | 5      | Michael Andrew          | Stati Uniti   | 58"99 | Q    |
| 6    | 1          | 3      | James Wilby             | Gran Bretagna | 59"00 | Q    |
| 7    | 2          | 2      | Il'ja Šymanovič         | Bielorussia   | 59"08 | Q    |
| 8    | 2          | 6      | Andrew Wilson           | Stati Uniti   | 59"18 | Q    |
| 9    | 2          | 7      | Lucas Matzerath         | Germania      | 59"31 |      |
| 10   | 1          | 1      | Fabian Schwingenschlögl | Germania      | 59"32 |      |
| 11   | 1          | 8      | Kirill Prigoda          | ROC           | 59"44 |      |
| 12   | 1          | 6      | Felipe Lima             | Brasile       | 59"80 |      |
| 13   | 1          | 7      | Ryūya Mura              | Giappone      | 59"82 |      |
| 13   | 2          | 1      | Andrius Šidlauskas      | Lituania      | 59"82 |      |
| 15   | 1          | 2      | Federico Poggio         | Italia        | 59"91 |      |
| 16   | 2          | 8      | Anton Čupkov            | ROC           | 59"93 |      |

### Finale
| Pos.    | Corsia | Atleta             | Nazionalità   | Tempo | Note |
| ------- | ------ | ------------------ | ------------- | ----- | ---- |
| Oro     | 4      | Adam Peaty         | Gran Bretagna | 57"37 |      |
| Argento | 5      | Arno Kamminga      | Paesi Bassi   | 58"00 |      |
| Bronzo  | 3      | Nicolò Martinenghi | Italia        | 58"33 |      |
| 4       | 2      | Michael Andrew     | Stati Uniti   | 58"84 |      |
| 5       | 7      | James Wilby        | Gran Bretagna | 58"96 |      |
| 6       | 6      | Yan Zibei          | Cina          | 58"99 |      |
| 6       | 8      | Andrew Wilson      | Stati Uniti   | 58"99 |      |
| 8       | 1      | Il'ja Šymanovič    | Bielorussia   | 59"36 |      |